# 張博雅
張博雅（1942年10月5日—），中華民國政治人物，無黨團結聯盟籍，出身日治臺灣臺南州嘉義市醫師世家，日本杏林大學醫學博士。母親許世賢是臺南市人，父親張進通則是嘉義縣溪口鄉人。張博雅與其父母、胞姊張文英均為醫師。
張博雅歷任多項官職，亦是唯一橫跨李登輝政府、陳水扁政府、馬英九政府、蔡英文政府及賴清德政府的五朝閣員。張博雅現為總統府資政，曾任嘉義市市長、行政院衛生署署長、內政部部長兼臺灣省政府主席、中央選舉委員會主任委員、監察院院長，是史上首位女性五院院長。張博雅、許世賢與張文英皆為黨外運動人士，母女三人均曾任嘉義市市長。

## 早年
張博雅的父親張進通、母親許世賢在嘉義市開設「順天堂醫院」，而許世賢就是往後形成嘉義政壇「許家班」的開山始祖，也是黨外運動的支持者。
二二八事件時，張博雅曾經與母親許世賢前往草山(今陽明山)避難；之後才與母親回到嘉義市。張博雅先就讀嘉義女中，後轉學至臺北市師大附中，起先就讀於台中市中國醫藥學院醫學系。民國五十年聯合招生再考至高雄醫學院醫學系，並於高雄醫學院完成大學學業，之後前往國立臺灣大學公共衛生研究所攻讀碩士。1969年張博雅在許世賢的支持下參選增額立法委員，但是落選。1970年張博雅完成碩士學位後，於臺灣省防癆局擔任醫師，並且於1971年結婚；1973年張博雅前往美國約翰霍普金斯大學攻讀公共衛生學碩士，1974年張博雅回到高雄醫學院擔任副教授。之後張博雅又取得日本杏林大學醫學博士。

## 從政
1983年，許世賢在擔任嘉義市市長任內過世，張博雅以無黨籍參與市長補選，並且當選，之後於1985年獲得連任。
1986年，民主進步黨成立後，張博雅雖然沒有加入民進黨，但在立場上與民進黨較為接近。張博雅於嘉義市興建二二八事件紀念碑，突破當時國民黨政府的歷史禁忌；1989年張博雅當選末代增額立法委員，並且與民進黨張俊雄搭檔參選立法院正副院長，挑戰屬於資深民意代表的國民黨代理院長梁肅戎與增額立法委員劉松藩。但張博雅以161票對29票落敗。
1990年，前陸軍總司令、國防部參謀總長郝柏村上將擔任行政院院長時，延攬張博雅出任行政院衛生署署長。1997年張博雅請辭衛生署長並再度參選嘉義市長，創下政務官參選縣市長以及前任縣市長再度回鍋參選的案例，並且當選。
2000年總統選舉時，張博雅成為各方爭取的對象，結果她支持民進黨陳水扁。2000年陳水扁當選總統後，張博雅被邀請為內政部長與台灣省主席，並委任她指定的接班人陳麗貞為嘉義市代理市長。
2002年，姚嘉文與張博雅被陳水扁提名為考試院正副院長。結果姚嘉文在不被看好的情況之下驚險過關，張博雅的任命案在泛藍黨團一致缺席反對以及民進黨與台聯部分立委跑票下被立法院否決。
2002年底，張博雅參選高雄市市長，結果僅獲得一萬餘票而慘敗。
2004年6月15日，無黨團結聯盟成立，張博雅出任無黨團結聯盟第一任主席，直至2007年由澎湖縣立委林炳坤接任無黨團結聯盟第二任主席。
2005年縣市長選舉，嘉義市市長陳麗貞獲得民進黨提名尋求連任嘉義市長。張博雅當初曾支持陳麗貞，然而12月投票日前幾天指控民進黨立委蔡啟芳公開揚言「消滅許家班」，為此在選前一天宣佈不支持陳麗貞，導致許家班票源倒流，陳麗貞以一萬多票之差敗陣。
2010年，馬英九執政後提名張博雅出任中央選舉委員會主委，獲得立法院通過，為中央選舉委員會成立以來第二位女性主委，2013年再獲提名連任主委，雖然立法院遲了行使同意權，但仍獲通過再任主委。
2014年5月8日，總統府公布提名中選會主委張博雅接任監察院院長。7月29日，立法院行使同意權，在國民黨支持的情況之下，張博雅獲得立法院同意票57票、不同意票36票、無效票14票，剛剛好超過二分之一門檻，成為中華民國五院首位女性院長，但也是得票率與得票數最低的監察院院長。

## 選舉紀錄
| 年度 | 選舉屆數                     | 選舉區             | 所屬政黨 | 得票數 | 得票率 | 當選標記 | 備註 |
| ---- | ---------------------------- | ------------------ | -------- | ------ | ------ | -------- | ---- |
| 1969 | 第一屆立法委員增選選舉       | 臺灣省第二選舉區   | 無黨籍   | 91,406 | 5.21%  |          |      |
| 1983 | 第一屆嘉義市市長補選         | 嘉義市             | 無黨籍   |        |        |          |      |
| 1985 | 第二屆嘉義市市長選舉         | 嘉義市             | 無黨籍   | 69,936 | 61.33% |          |      |
| 1989 | 第一屆立法委員第六次增額選舉 | 臺灣省第二十選舉區 | 無黨籍   | 64,593 | 67.92% |          |      |
| 1997 | 第五屆嘉義市市長選舉         | 嘉義市             | 無黨籍   | 58,544 | 50.23% |          |      |
| 2002 | 第三屆高雄市市長選舉         | 高雄市             | 無黨籍   | 13,512 | 1.75%  |          |      |

## 組織職務
- 全球和平華人聯合會會長
- 世界和平婦女會台灣總會理事長
- 亞洲選舉官署協會（The Association of Asian Election Authorities，AAEA）名譽主席
- 董氏基金會董事長

## 荣誉

### 中华民国勋章奖章
- 一等景星勋章（2016年4月18日于總統府颁授[5]）

## 爭議
2016年1月14日，監察院長張博雅在總統大選前下令把前兩屆查過的案都清倉結案，引發干預監委職權及護航馬政府之爭議。張博雅於3月7日解釋說要求檢討的案件，是監委已調查出結果，但卻長年公文往返監察院與被調查單位，而無法結案的案例，不是針對現任監委所承接或尚未調查出結果的案件。惟監委王美玉、仉桂美兩人於3月17日在監察院國防委員會正式提案，質疑張博雅在1月14日的裁示「違反程序正義、委員未獲共識」，應該廢除適用，會中引發爭論，雖有部分監委挺張博雅有行政裁量權，但多數監委持反對態度，認為這已衝擊監委獨立行使職權。
2016年12月25日，監察院長張博雅在行政院副秘書長宋餘俠率領各單位赴監察院拜會時，對當時排審中的同性婚姻修法公開表示「應該立專法」。

## 外部連結
- Profile of Minister of the Interior Chang Po-ya from Taiwan Panorama (2000)

| 中華民國政府職務                   | 中華民國政府職務                                                    | 中華民國政府職務      |
| ---------------------------------- | ------------------------------------------------------------------- | --------------------- |
| 嘉義市政府                         |                                                                     |                       |
| 前任： 江慶林（代理） 正任：許世賢 | 嘉義市市長（首次） 第一、二屆 1983年12月15日－1989年12月20日        | 繼任： 張文英         |
| 前任： 張文英                      | 嘉義市市長（再次） 第五屆 1997年12月20日－2000年5月20日             | 繼任： 陳麗貞         |
| 台灣省政府                         |                                                                     |                       |
| 前任： 江清馦（代理） 正任：趙守博 | 臺灣省政府主席 第十六任，內政部長兼任 2000年5月20日－2002年2月1日   | 繼任： 范光群         |
| 行政院                             |                                                                     |                       |
| 前任： 施純仁                      | 衛生署署長 第五任 1990年6月2日－1997年9月10日                       | 繼任： 詹啟賢         |
| 前任： 黃主文                      | 內政部部長 第二十三任 2000年5月20日－2002年2月1日                   | 繼任： 余政憲         |
| 前任： 劉義周（代理） 正任：賴浩敏 | 中央選舉委員會主任委員（首次） 第二任 2010年11月15日－2013年11月3日 | 繼任： 林慈玲（代理） |
| 前任： 林慈玲（代理）              | 中央選舉委員會主任委員（再次） 第三任 2013年12月3日－2014年7月31日  | 繼任： 劉義周         |
| 監察院                             |                                                                     |                       |
| 前任： 王建煊                      | 監察院院長 第九任 2014年8月1日－2020年7月31日                       | 繼任： 陳菊           |
| 政党职务                           |                                                                     |                       |
| 無黨團結聯盟                       |                                                                     |                       |
| 首任                               | 無黨團結聯盟主席 第一任 2004年6月15日－2007年6月15日                | 繼任： 林炳坤         |